# میدان لؤلؤ

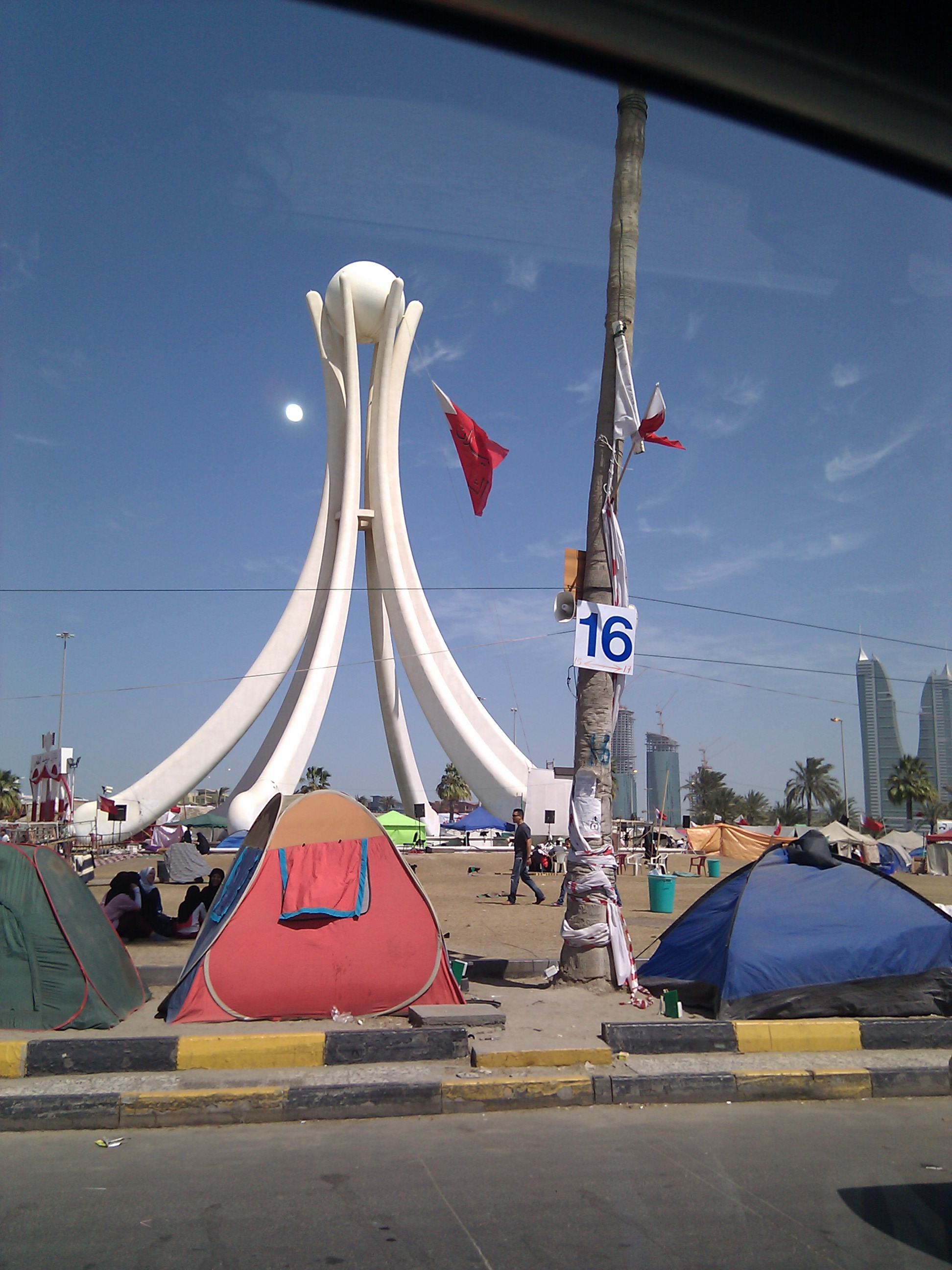
اردو زدن معترضین در مقابل فلکه مروارید، چند روز پیش از تخریب آن

فلکهٔ مروارید یا فلکهٔ لؤلؤ (به عربی: دوار اللؤلؤ (ة)) نام محلی فلکهٔ شورای همکاری خلیج فارس در نزدیکی منطقهٔ اقتصادی منامه، بحرین است. این فلکه به یاد مجسمهٔ مروارید که پیش‌تر در همین مکان نصب بود فلکهٔ مروارید نامیده می‌شود. مجسمهٔ مروارید در ۱۸ مارس ۲۰۱۱ توسط نیروهای دولتی بحرین برای سرکوب اعتراضات مدنی تخریب شد.

## موقعیت
فلکهٔ مروارید در قلب منامه جای گرفته‌است و در اطرافش بازار مرکزی بحرین، مارینا، مروارید و فلکهٔ سیتی‌سنتر و هم‌چنین مجموعه آپارتمان‌های ابرج اللؤلؤ (برج‌های مروارید) که به یاد مجسمهٔ لؤلؤ نام‌گذاری شده‌اند قرار گرفته‌اند. هم‌چنین تعدادی از نمادهای شهر ازجمله مرکز تجارت جهانی بحرین و بندرگاه اقتصادی بحرین در نزدیکی این فلکه قرار دارند.
این فلکه در اصل تقاطع ترافیکی مهمی برای مسیرهای ورود به پایتخت بود. با این وجود هم‌اکنون توسط مجموعهٔ تقاطع و روگذری که جزئی از طرح مدرن‌سازی منامه است دور زده می‌شود.

## مجسمه مروارید
مجسمهٔ مروارید که پیش‌تر در مرکز میدان قرار داشت در سال ۱۹۸۲ به مناسبت سومین نشست شورای همکاری خلیج فارس که برای اولین در ۱۱ نوامبر همان سال در منامه میزبانی می‌شد بنا شده بود.

### سمبل‌ها و نمادها

مجسمهٔ مروارید که بر روی سکهٔ ۵۰۰ فلسی کنونی بحرین به تصویر کشیده شده‌است.

مجسمهٔ مروارید از شش بادبان داو (بادبان) که به سمت آسمان نشانه می‌رفتند و در انتها برای نگه داشتن یک مروارید متمرکز می‌شدند تشکیل شده بود. شش بادبان به شش عضو شورای همکاری خلیج فارس اشاره داشت و مروارید نماد میراث مشترکشان و هم‌چنین پیشینهٔ مشهور بحرین در حصول مروارید بود. زیر مجسمه، استخری دوازده ضلعی به همراه یک فواره قرار داشت. مجسمهٔ مروارید تصویر روی سکهٔ نیم دیناری بحرین که با ارزش‌ترین سکهٔ ضرب شده در بحرین است می‌باشد.

### تخریب
در صبح ۱۸ مارس ۲۰۱۱، دولت بحرین مجسمهٔ مروارید را کاملاً تخریب کرد و در تلویزیون سراسری بی‌تی‌وی اعلام کرد که مجسمه توسط معترضین «مفسد» ضد دولتی «هتک حرمت» و «بی‌احترامی» شده و باید «تطهیر» شود. به دلیل عجله داشتن دولت برای تخریب سریع مجسمه، یک کارگر جرثقیل که مهاجر بود بر اثر اصابت یک قطعهٔ کمانی شکل سیمان درگذشت.